# Le Vanneau-Irleau
Le Vanneau-Irleau est une commune du Centre-Ouest de la France située dans le département des Deux-Sèvres en région Nouvelle-Aquitaine.
Elle se trouve au cœur du parc interrégional du Marais poitevin.
Les habitants de la commune sont des Vanneliens/Vanneliennes ou des Irleaudais/Irleaudaises.

## Géographie

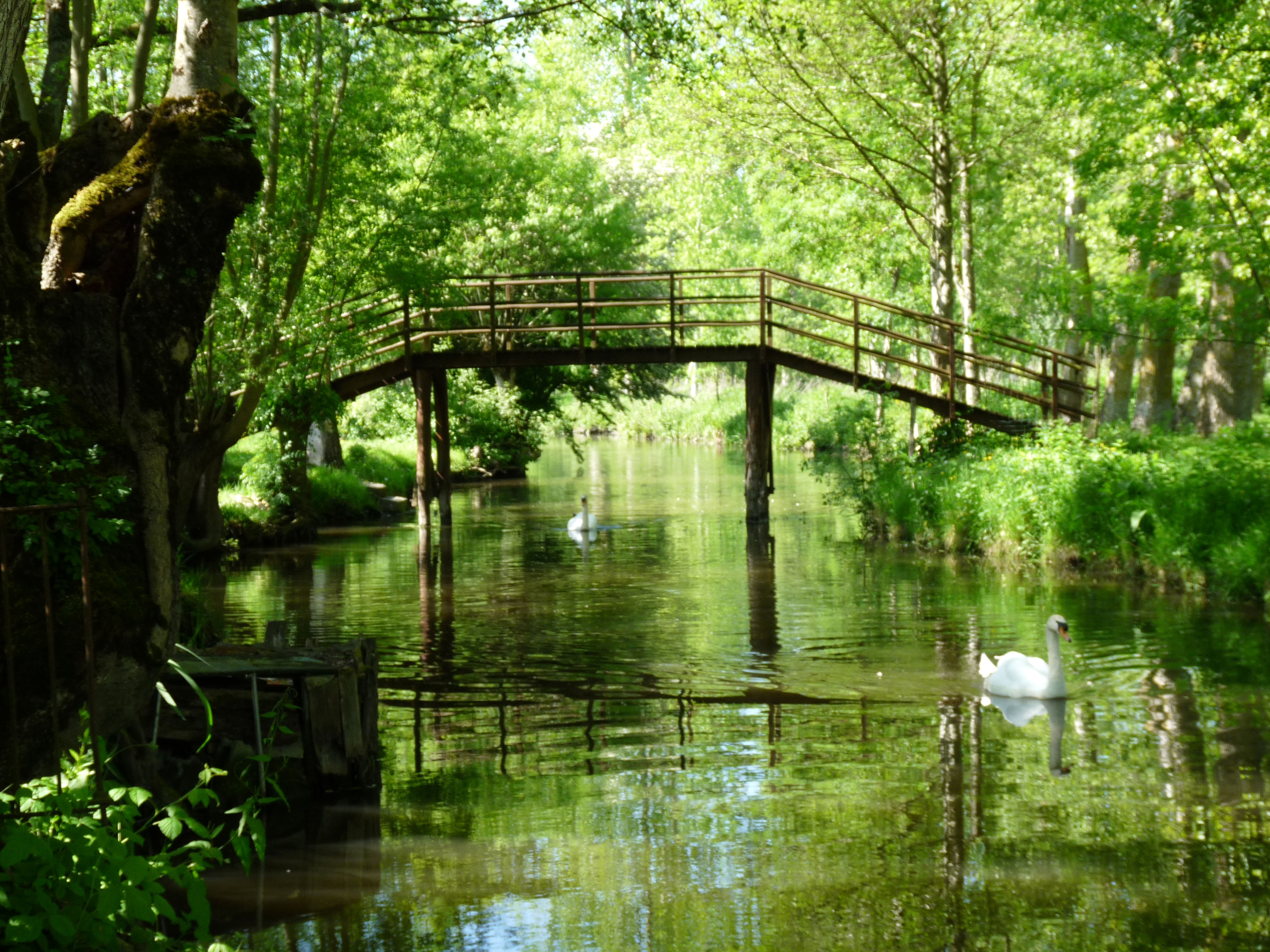
Dans la Venise verte.

Vanneau-Irleau se trouve à 18 km de Niort, son chef-lieu d'arrondissement.
Les deux localités qui forment la commune se sont développées à l'est du « marais mouillé », c'est-à-dire de la partie inondable en hiver du marais poitevin.

### Climat
Pour des articles plus généraux, voir Climat de la Nouvelle-Aquitaine et Climat des Deux-Sèvres.
Historiquement, la commune est exposée à un climat océanique du nord-ouest.  
En 2020, Météo-France publie une typologie des climats de la France métropolitaine dans laquelle la commune est exposée à un climat océanique et est dans la région climatique  Poitou-Charentes, caractérisée par un bon ensoleillement, particulièrement en été et des vents modérés.
Pour la période 1971-2000, la température annuelle moyenne est de 12,1 °C, avec une amplitude thermique annuelle de 14,3 °C. Le cumul annuel moyen de précipitations est de 783 mm, avec 12,4 jours de précipitations en janvier et 6,6 jours en juillet. Pour la période 1991-2020, la température moyenne annuelle observée sur la station météorologique la plus proche, située sur la commune de Prin-Deyrançon à 8 km à vol d'oiseau, est de 12,9 °C et le cumul annuel moyen de précipitations est de 837,0 mm,. Pour l'avenir, les paramètres climatiques de la commune estimés pour 2050 selon différents scénarios d’émission de gaz à effet de serre sont consultables sur un site dédié publié par Météo-France en novembre 2022.

## Urbanisme

### Typologie
Au 1er janvier 2024, Le Vanneau-Irleau est catégorisée commune rurale à habitat dispersé, selon la nouvelle grille communale de densité à sept niveaux définie par l'Insee en 2022.
Elle est située hors unité urbaine. Par ailleurs la commune fait partie de l'aire d'attraction de Niort, dont elle est une commune de la couronne,. Cette aire, qui regroupe 91 communes, est catégorisée dans les aires de 50 000 à moins de 200 000 habitants,.

### Occupation des sols
L'occupation des sols de la commune, telle qu'elle ressort de la base de données européenne d’occupation biophysique des sols Corine Land Cover (CLC), est marquée par l'importance des territoires agricoles (93,1 % en 2018), une proportion sensiblement équivalente à celle de 1990 (93,2 %). La répartition détaillée en 2018 est la suivante : 
zones agricoles hétérogènes (43 %), prairies (39,3 %), terres arables (10,9 %), zones urbanisées (6,9 %). L'évolution de l’occupation des sols de la commune et de ses infrastructures peut être observée sur les différentes représentations cartographiques du territoire : la carte de Cassini (XVIIIe siècle), la carte d'état-major (1820-1866) et les cartes ou photos aériennes de l'IGN pour la période actuelle (1950 à aujourd'hui).

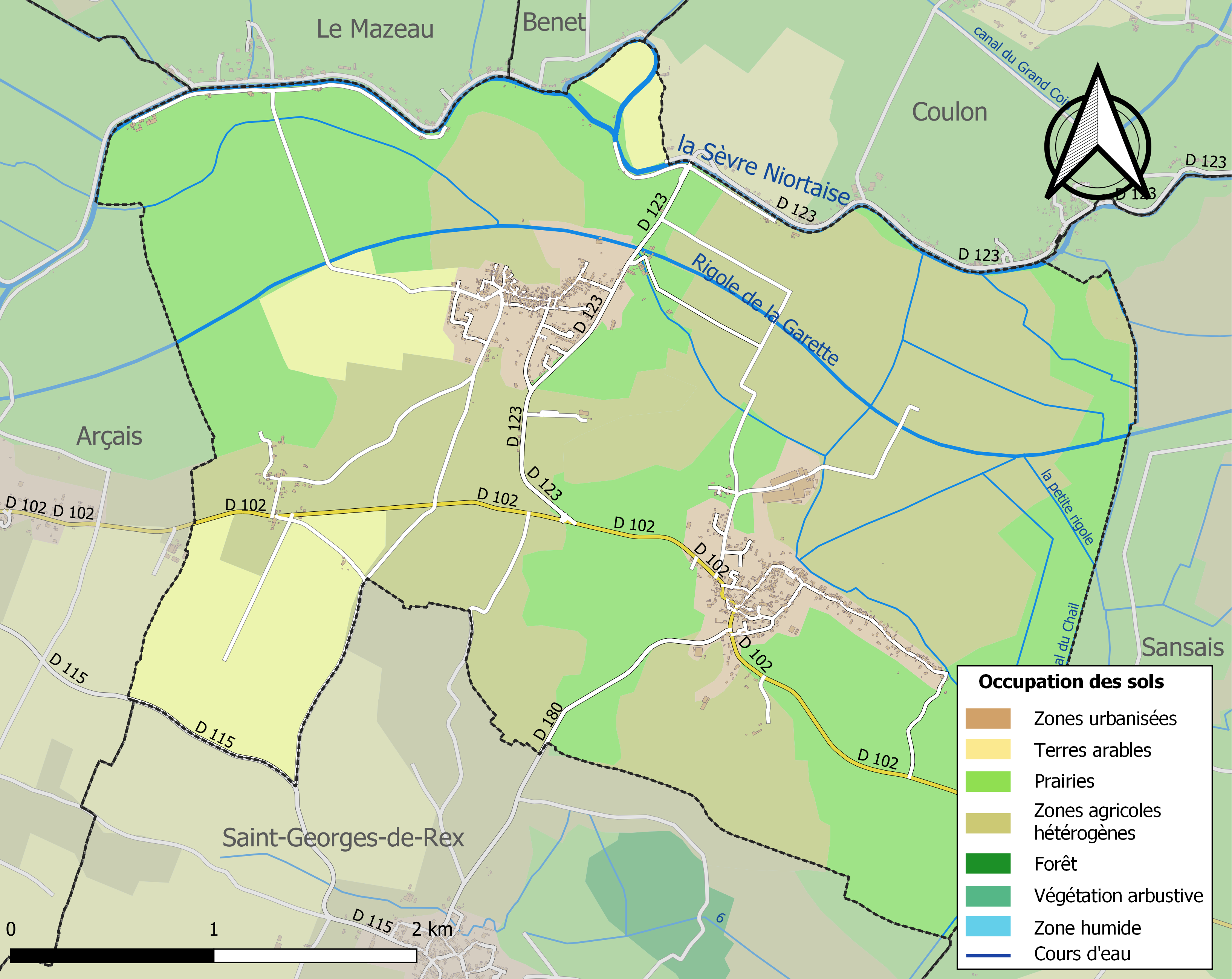
Carte des infrastructures et de l'occupation des sols de la commune en 2018 (CLC).

### Risques majeurs
Le territoire de la commune du Vanneau-Irleau est vulnérable à différents aléas naturels : météorologiques (tempête, orage, neige, grand froid, canicule ou sécheresse), inondations, mouvements de terrains et séisme (sismicité modérée). Il est également exposé à un risque technologique, la rupture d'un barrage. Un site publié par le BRGM permet d'évaluer simplement et rapidement les risques d'un bien localisé soit par son adresse soit par le numéro de sa parcelle.

#### Risques naturels
Certaines parties du territoire communal sont susceptibles d’être affectées par le risque d’inondation par débordement de cours d'eau, notamment la Sèvre Niortaise et. La commune a été reconnue en état de catastrophe naturelle au titre des dommages causés par les inondations et coulées de boue survenues en 1982, 1983, 1993, 1999 et 2010,. Le risque inondation a vocation à être pris en compte dans l'aménagement du territoire de la commune par le biais du projet plan de prévention des risques inondation (PPRI) du « Marais poitevin ».  Une première phase d'études techniques a consisté à réviser l'atlas des zones inondables des huit communes suivantes, Bessines, Magné, Coulon, Frontenay Rohan-Rohan, Sansais, Le Vanneau-Irleau, Arçais et Saint-Hilaire-la-Palud, qui datait de 1997. Au regard des enjeux, un PPRI  a été prescrit le 23 juin 2022 sur le territoire des communes de Bessines, Coulon et Magné.

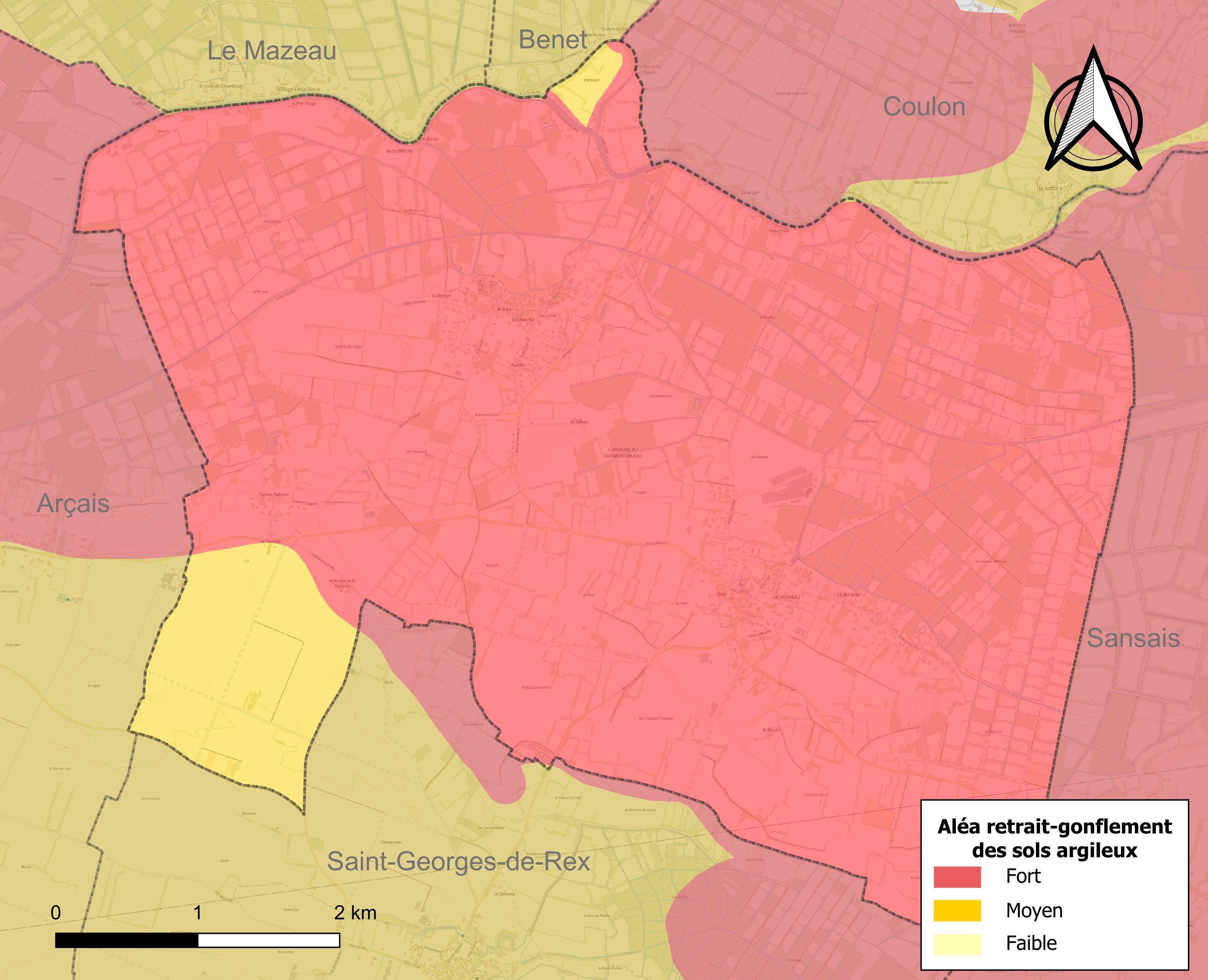
Carte des zones d'aléa retrait-gonflement des sols argileux du Vanneau-Irleau.

Les mouvements de terrains susceptibles de se produire sur la commune sont des tassements différentiels. Le retrait-gonflement des sols argileux est susceptible d'engendrer des dommages importants aux bâtiments en cas d’alternance de périodes de sécheresse et de pluie. La totalité de la commune est en aléa moyen ou fort (54,9 % au niveau départemental et 48,5 % au niveau national). Depuis le 1er octobre 2020, en application de la loi ELAN, différentes contraintes s'imposent aux vendeurs, maîtres d'ouvrages ou constructeurs de biens situés dans une zone classée en aléa moyen ou fort,.
La commune a été reconnue en état de catastrophe naturelle au titre des dommages causés par la sécheresse en 1989, 1991, 1996, 2003, 2005, 2011 et 2017 et par des mouvements de terrain en 1999 et 2010.

#### Risque technologique
La commune est en outre située en aval du barrage de la Touche Poupard, un ouvrage de classe A mis en service en 1995 sur le cours d’eau le Chambon, affluent de la Sèvre Niortaise. À ce titre elle est susceptible d’être touchée par l’onde de submersion consécutive à la rupture de cet ouvrage.

## Économie
Dans le passé, la commune vivait surtout de l'agriculture, de l'élevage, de l'exploitation du bois et de la pêche. En 2006-2007, on y dénombrait vingt entreprises, dont six dans l'industrie, sept dans la construction et six dans les services. 

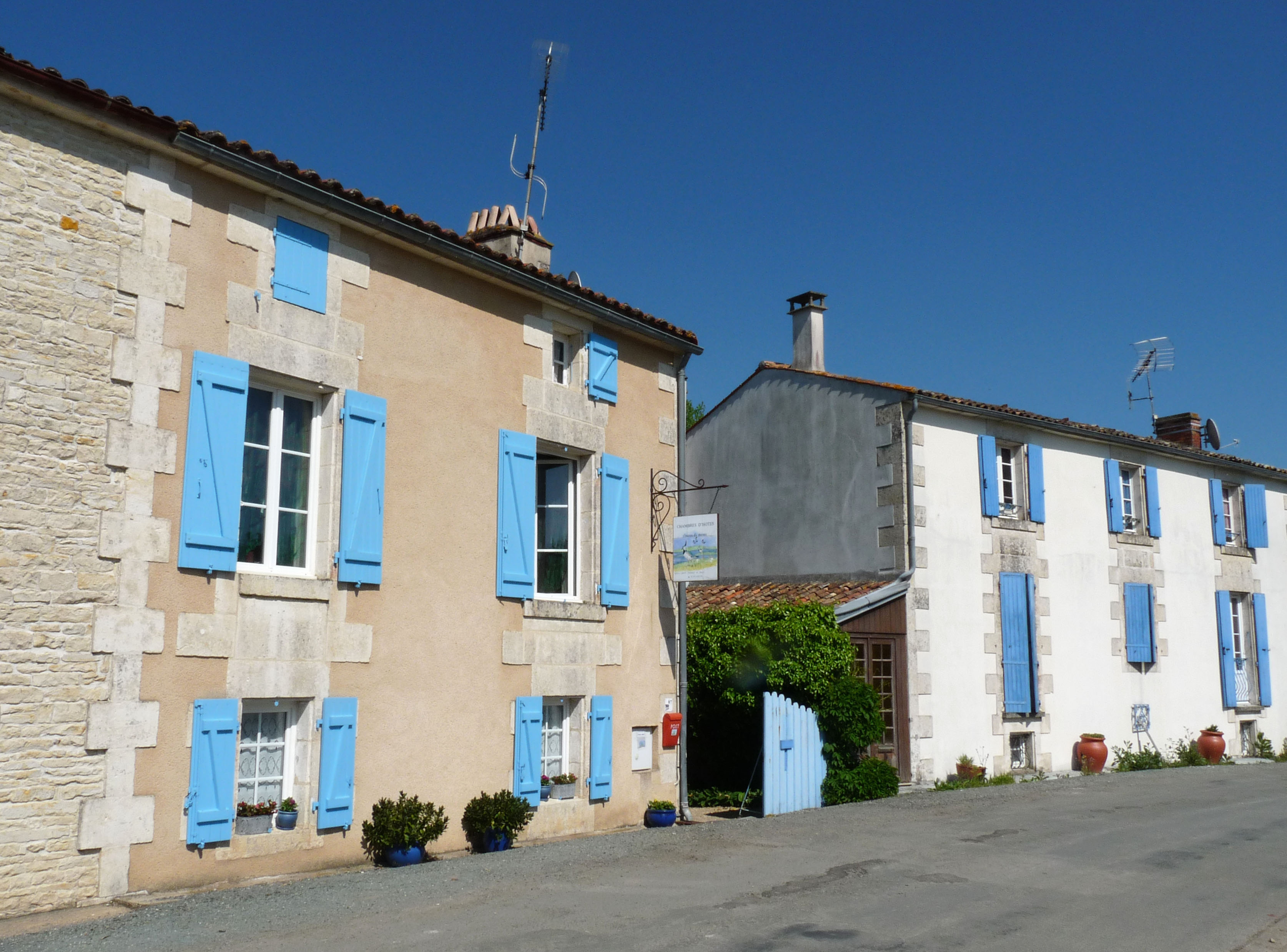
Maisons maraîchines.

Malgré les atouts de la région, le succès des promenades en barque ou à bicyclette, les infrastructures touristiques restent peu nombreuses. Pour l'année de référence, il n'y avait alors ni hôtel ni camping. En revanche, quelques maisons maraîchines ont été transformées en chambres d'hôtes et accueillent les amateurs de quiétude.

## Politique et administration
| Période   | Période  | Identité        | Étiquette | Qualité           |
| --------- | -------- | --------------- | --------- | ----------------- |
| mars 2001 | 2020     | Robert Gousseau |           | Maire             |
| 2020      | En cours | Nadia Jauzelon  |           | Chef d'entreprise |

## Démographie
À partir du XXIe siècle, les recensements réels des communes de moins de 10 000 habitants ont lieu tous les cinq ans. Pour Le Vanneau-Irleau, cela correspond à 2007, 2012, 2017, etc. Les autres dates de « recensements » (2006, 2009, etc.) sont des estimations légales.
| 1793 | 1800 | 1806 | 1821 | 1831 | 1836 | 1841 | 1846 | 1851 |
| ---- | ---- | ---- | ---- | ---- | ---- | ---- | ---- | ---- |
| 732  | 711  | 774  | 789  | 783  | 786  | 821  | 923  | 954  |

| 1856 | 1861 | 1866  | 1872  | 1876  | 1881  | 1886  | 1891  | 1896  |
| ---- | ---- | ----- | ----- | ----- | ----- | ----- | ----- | ----- |
| 929  | 960  | 1 008 | 1 028 | 1 075 | 1 083 | 1 083 | 1 071 | 1 050 |

| 1901  | 1906  | 1911  | 1921 | 1926 | 1931 | 1936 | 1946 | 1954 |
| ----- | ----- | ----- | ---- | ---- | ---- | ---- | ---- | ---- |
| 1 100 | 1 092 | 1 040 | 921  | 912  | 841  | 824  | 785  | 788  |

| 1962 | 1968 | 1975 | 1982 | 1990 | 1999 | 2006 | 2007 | 2012 |
| ---- | ---- | ---- | ---- | ---- | ---- | ---- | ---- | ---- |
| 838  | 844  | 758  | 780  | 767  | 783  | 914  | 933  | 870  |

| 2017 | 2022 | - | - | - | - | - | - | - |
| ---- | ---- | - | - | - | - | - | - | - |
| 872  | 861  | - | - | - | - | - | - | - |

## Lieux et monuments

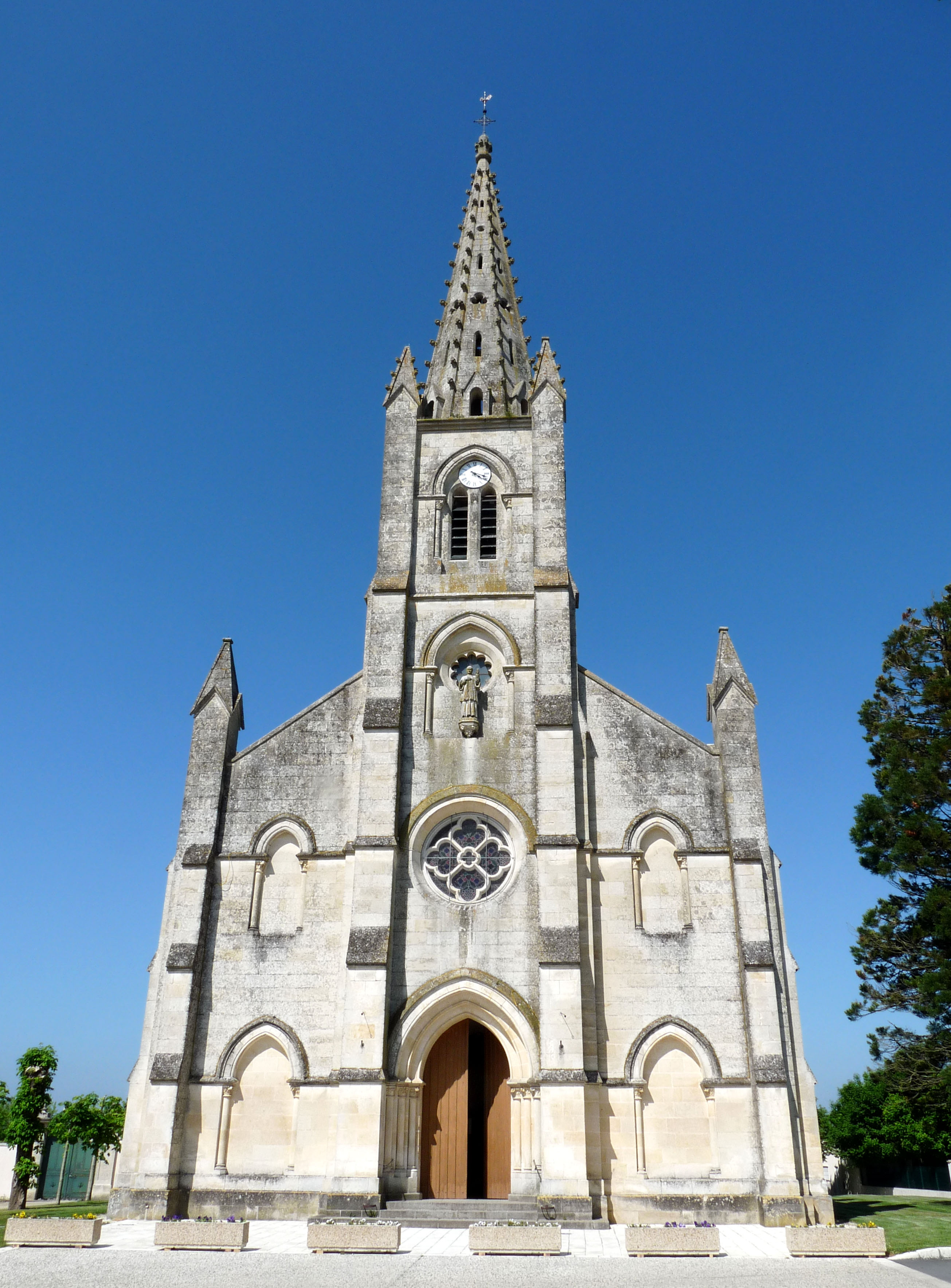
Église Saint-Eutrope du Vanneau.

- Le Vanneau est doté d'un petit port sur la conche de la Belette.
- L'église Saint-Eutrope, datant de 1881, s'inspire de l'architecture du XIVe siècle.